# Selidosema fumosa
Selidosema fumosa är en fjärilsart som beskrevs av Allen E. Greer 1919. Selidosema fumosa ingår i släktet Selidosema och familjen mätare. Inga underarter finns listade i Catalogue of Life.